# 秋田県絵画美術院
秋田県絵画美術院（あきたけんかいがびじゅついん）とは、かつて秋田県秋田市南通 に事務所を置いていた、主に日本画を描く画家の団体。

## 概要
数十人の秋田県の日本画家で構成された団体であり、秋田市南通みその町3-51秋田住宅ビル内に事務所を構えていた。

## 所属者
以下に、1976年時点の秋田県絵画美術院の所属者を示す。

### 理事長
- 藤田清山

### 副理事長
- 小田嶋槐翠
- 川反清
- 土肥大幹

### 理事
- 越川魁光
- 渡辺如泉

### 評議員
- 阿部担堂
- 加藤光太郎
- 木村幹
- 北嶋泰山
- 佐々木元
- 桜田竹童
- 菅原麓風
- 館岡豊林

### 院友
- 安藤挙仙
- 遠藤善月
- 遠藤天峯
- 小貫秋良
- 佐藤一蔵
- 佐藤淇水
- 佐藤昇
- 佐藤了華
- 佐々木玲温
- 白沢恵美子
- 須藤哲平
- 藤田励治
- 松田仁酔
- 三浦泰山
- 村上柳子
- 山岡幸玉